# Aviel Cahn
Aviel Cahn (Zúric, 14 de juny de 1974) és un director d'òpera suís.
Advocat de formació i amb d'una sòlida formació musical, a 26 anys va marxar a la Xina per ocupar-se de les relacions internacionals de l'Orquestra Simfònica de Pequín. Després va ser director de càsting a l'Òpera Nacional de Finlàndia i als 30 anys es va fer càrrec de la direcció de l'Òpera de Berna. Des del 2009, ha estat director musical de l'Òpera de Flandes a Anvers i Gant.
L'any 2019 es va fer càrrec del Grand Théâtre de Genève substituint a Tobias Richter, el contracte original, d'una durada de cinc anys va ser prorrogat l'any 2021 per cinc anys més, fins al 2029.